# Pelargonium myrrhifolium
Pelargonium myrrhifolium är en näveväxtart som först beskrevs av Carl von Linné, och fick sitt nu gällande namn av L'her. och Soland.. Pelargonium myrrhifolium ingår i släktet pelargoner, och familjen näveväxter. Utöver nominatformen finns också underarten P. m. coriandrifolium.